# Diaspora savoyarde
La diaspora savoyarde désigne les mouvements migratoires des populations issues de la Savoie — désignant actuellement les deux départements de la Savoie et de la Haute-Savoie — au cours des différentes périodes de l'Histoire, et notamment du XVIIIe jusqu’au milieu du XXe siècle. 
La Savoie est également devenue une terre d'immigration vers la toute fin du XIXe siècle et de manière plus importante au cours du siècle suivant.

## Histoire
Les migrations savoyardes sont, selon Gilbert Maistre, spécialiste de l'émigration locale, « une donnée permanente et un fait majeur de la géographie humaine du duché ». L'historien Abel Poitrineau (1924-2013) qualifie ce phénomène, dans un essai publié en 1982, de Remues d'hommes, c'est-à-dire une migration temporaire afin de restreindre notamment le nombre de bouches à nourrir durant la saison hivernale. Tant les destinations que les causes des départs sont diverses, selon les périodes. Les aires de réceptions sont principalement les régions voisines — France, Italie, ou pays alémaniques (Alsace, Allemagne, Autriche, Suisse) — ou encore le Nouveau Monde, l'Afrique du Nord ou la Russie. Cette migration traditionnelle répond entre autres au manque de ressources locales suffisantes pour subvenir à une population nombreuse, à la nécessité de trouver un complément financier durant la longue période d'hiver ou encore d'obtenir un meilleur niveau de vie.

### Migrations au Moyen Âge
Au cours de la période médiévale, les Savoyards émigrent principalement au sein des États de Savoie (Piémont et Pays de Vaud) ainsi que vers les régions voisines telles que la Franche-Comté, Genève, mais également la Lorraine (et plus généralement les divers pays de langues germaniques) ainsi qu'en France, notamment en régions lyonnaise et parisienne[réf. à confirmer].

### Migrations contemporaines
Les migrations savoyardes, au XVIIIe siècle, sont saisonnières, puis deviennent définitives au cours du XIXe siècle. Les destinations se font dans un premier temps dans les régions voisines (France, Suisse, Italie, Saint-Empire), puis tendent à se diriger vers des destinations plus lointaines. Elles sont aussi marquées par son histoire et les liens avec la France, puisqu'elle a été « rattachée à la république française à partir de 1792 puis au premier empire, la Savoie a connu la conscription dans les armées de la révolution puis dans les armées napoléoniennes ».
Au début du XIXe siècle, la population du duché est estimée à 583 000 habitants, correspondant à son sommet démographique. Au cours des années 1830-1840, selon le témoignage de Joseph Depoisier (1811-1878), le nombre de départs était de 30 000 par an.
Un rapport de recherche pour le Musée savoisien intitulé « Les flux migratoires en Savoie et Haute-Savoie 1860-2015 » (2018) précise, qu'après que l'ancien duché de Savoie a été intégré à la France, en 1860, le département de la Savoie est moins touché par le phénomène migratoire que le département voisin de la Haute-Savoie, qui possède par ailleurs « une proportion presque deux fois moindre d’étrangers dans sa population globale ».

#### ... vers la France
Les destinations sont diverses, d'abord dans les villes et régions voisines (cantons suisses, Lyon), mais avec l'annexion révolutionnaire de 1792, ils se dirigent de plus en plus vers Paris,.
| Années | Savoie  | Haute-Savoie |
| ------ | ------- | ------------ |
| 1860   | 275 039 | 267 496      |
| 1866   | 271 663 | 273 768      |
| 1876   | 268 361 | 273 801      |
| 1896   | 259 790 | 265 872      |
| 1901   | 254 781 | 263 803      |
| 1911   | 247 890 | 255 137      |
| 1921   | 225 034 | 235 668      |
| 1926   | 231 210 | 245 317      |

Si on estime à environ 30 000 départs annuellement au XVIIIe siècle, il y aurait 100 000 Savoyards vivant en France dans au début des années 1840, soit environ « 18 % de la population totale du duché »,. L'historien Paul Guichonnet souligne qu'avec 20 000 migrants en 1834 et 42 000 résidents en 1860, « Paris est devenu la plus grande ville savoyarde, puisque Chambéry ne compte que 19 000 habitants et Annecy, 10 000 »,. Au niveau local, ces dynamiques migratoires jouent sur le nombre d'habitants de certaines communes ou vallées touchées par le phénomène. Ainsi à partir des années 1886, les deux départements savoyards perdent des habitants (-7 %). En un demi-siècle, ceux-ci connaissent une baisse de leur population, à -9,87 % pour la Savoie et -4,62 % pour la Haute-Savoie. Sans prendre en compte les travailleurs saisonniers qui se dirigent vers les régions lyonnaise ou parisienne ou encore le sud de la France, la perte brute pour les départements savoyards est estimé à 100 000 habitants.
Le directeur du Musée Municipal de Thônes, François Cochat, observe dans son histoire du Grand-Bornand que le nombre d'habitants de la commune, « qui avait été de 2 400 habitants était tombé [en 1859] à 1995. La cause de cette diminution se trouvait justement dans l'émigration qui enlevait chaque année au pays la fleur de sa jeunesse. C'était alors un véritable besoin pour les jeunes de 18 à 24 ans de se rendre à Paris. Aussi était-il rare de trouver dans la vallée un jeune homme de cet âge n'ayant pas visité la grande ville. Vers 1850, le Grand-Bornand comptait 5 à 600 de ses enfants à l'étranger ».
En France, ces immigrés étaient souvent mal vus par les Français. On pouvait ainsi voir, sur des affiches parisiennes datant de 1850, qu'ils étaient accusés de monopoliser les emplois et de prendre la richesse française en épargnant excessivement. Ces affiches vont même jusqu'à proposer une imposition supplémentaire, de peur que cela malmène l'économie du pays.

#### ... vers le Nouveau Monde

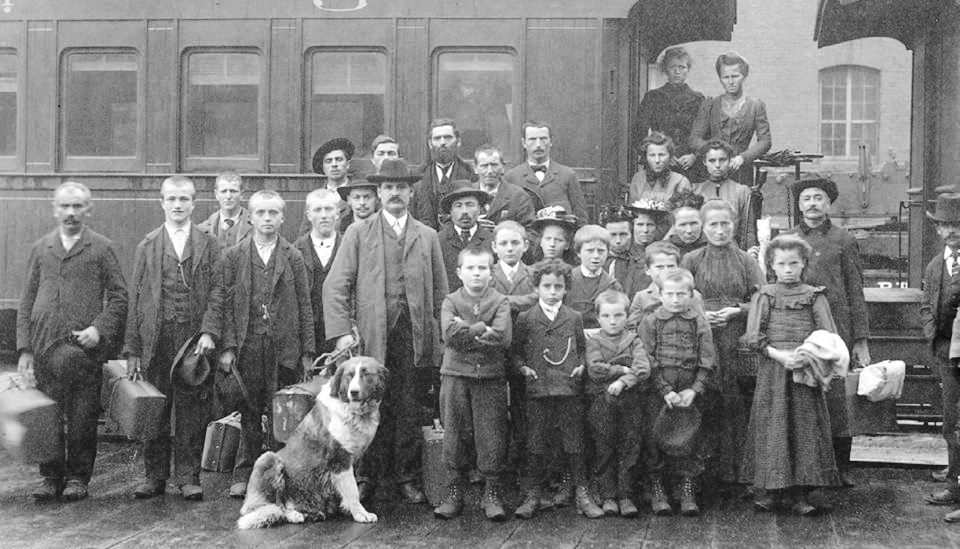
Premier contingent d'immigrants savoyards en route pour le Lac-Saint-Jean, 16 mai 1904

Au XIXe siècle, les migrations savoyardes suivent le flux des différentes migrations européennes à destination du continent américain, notamment le Canada (notamment la province de la Saskatchewan), les États-Unis (principalement l'État de l'Ohio ou encore la Louisiane), le Mexique ou encore l'Argentine),.
Le chanoine Marcel Dechavassine (1905-1965), dans sa synthèse sur la migration des Faucignerands vers l'Amérique, rappelle que les raisons de ces départs de Savoie ne sont ni la misère, ni les charges fiscales, mais un accroissement démographique conséquent. Les choix des destinations diffères selon les provinces, le chanoine Dechavassine fait remarquer que les habitants du Faucigny se tournent plutôt vers le Canada (et l'Afrique du Nord), tandis que ceux du Chablais se dirigent vers l'Argentine. Le phénomène s'accroit notamment à partir des années 1870 avec le vignoble ravagé par le phylloxéra, mais aussi la crise l'industrie horlogère suisse dont est tributaire une partie de la population savoyarde. Par ailleurs, le choix de la migration semble favorable à l'enrôlement dans l'armée sarde (guerre de Crimée, guerres d'indépendance italiennes).
La migration vers l'Argentine se développe, et ce sont pas moins de 4 000 Savoyards qui partent entre 1860 et 1914. Arrivés à San José de Feliciano, les colons savoyards partent s'installer notamment dans les nouveaux villages San José (1858), de Villa Elisa (1890) et Colón (1890) dans la province d'Entre Ríos,. Cette émigration a été étudiée notamment par l'historien savoyard Claude Châtelain. Ce dernier estime que le tout premier colon savoyard à s'être installé dans cette partie du monde remonte au tout début des années 1820. En effet, ce savoyard, Antoine Dunoyer (né en 1810), est un négociant installé à Buenos Aires et originaire de Montmélian,. Il est Consul général de Sardaigne depuis 1849. Ce dernier, avec son frère Gabriel, architecte à Chambéry, diffusent à travers la presse du duché les possibilités offertes aux candidats pour le Nouveau Monde. Ils font notamment publier une brochure « Émigration savoisienne - Renseignements à la classe ouvrière ; République de La Plata (1853-1854) ». Parmi les Savoyards partis en Argentine, Claude Martin, originaire de l'Avant-Pays savoyard, s'enrichit dans le commerce et revient s'installer à Chambéry où il devient bienfaiteur de la ville.
La présence savoyarde sur les terres des États-Unis débute au tout début du XIXe siècle. Nicolas Girod joue un rôle comparable à celui d'un consul pour cette région. Ce dernier est venu en Louisiane avec deux de ses frères, des neveux et un peu plus d'une vingtaine d'habitants de Thônes, selon chanoine Pochat-Baron,. Nicolas Girod deviendra maire de la Nouvelle-Orléans, le premier de 1812 jusqu'à sa démission en 1815,. Son neveu, Joseph-Marie Girod, aurait été aussi, dit-on, le tout premier magistrat de cette ville,. Les Thonains partis en Amériques sont appelés les « Anglais de Thônes ». Dans le sillage des Girod, des Faucignerands, notamment originaires de Samoëns.
Quelques individus partent s'installer dans la partie sud du Chili, en provenance des villages de Brizon et de Mont-Saxonnex.
Il faut attendre l'année 1873, pour que la Nouvelle-France soit proposée comme lieu d'émigration,. Les premiers départs enregistrés se font notamment dans la région de Bonneville, avant de toucher la région rochoise (Amancy, Arenthon, Saint-Sixt). Une colonie constituée de Chablaisiens et de Faucignerands s'installent à Duck Lake (Saskatchewan), dans la partie nord du Canada.

#### ... vers l'Afrique du Nord
L'implantation des Savoyards en Afrique du Nord et notamment en Algérie, et plus particulièrement dans la région de Sétif, dans l'Est, est due notamment à la Compagnie genevoise des colonies suisses. Cette migration débute à partir des années 1850. Sur les 10 villages installés, deux — Mahouane et El Ouricia — sont habités par des Savoyards, originaires principalement de la région annécienne.
Dans un article concernant l'émigration des populations de la province du Faucigny, le chanoine Dechavassine note que l'Algérie est la terre de prédilection d'émigration dans cette région, à partir des années 1870 (surtout entre 1873 et 1878). Cette période est surtout liée à la crise horlogère,. L'auteur tient un décompte du nombre de migrants par villages, et indiquent que les familles faucignerandes se trouvent sur les hauts plateaux sétifiens, énumérants : « il y a à Ampère, des Orsat, de La Rivière-Enverse, et des Millet, de Marignier ; à St-Donat, à St-Arnaud : des Crochet, de Peillonnex, des Gervais, de Marnaz ; à La Fayette, à Aïn-Abessa : des Blanc, des Guyot, de Mégevette ; des Dussaix, Perrier et Robert, de Thyez ; à Fermatou, des Tournier, de Bonneville ; plus au sud, dans la région de Colbert, on trouve encore des Saulnier, de Vougy, sans compter tous les autres noms qui ont échappé à notre investigation. » Il poursuit « sur les familles venues de Savoie pour habiter Jemmapes ou Auribeau plusieurs sont originaires de Nangy ».

#### ... vers l'Égypte et l'Afrique de l'Ouest
L'Égypte et sa région attire certains aventuriers savoyards, originaires notamment de Maurienne. En 1831, Jacques Brun, dit Antoine Brun-Rollet s'y rend et fait du commerce avec les peuples d'Abyssinie avant d'entreprendre une expédition dans la région de la haute vallée du Nil. Il devient proconsul de Sardaigne à Khartoum. En 1839, le mauriennais Alexandre Vaudey débarque également dans le pays et devient enseignant. Il devient, en 1852, proconsul de Sardaigne en 1852,. Il est rejoint par ses deux neveux, Jules Poncet et Ambroise Poncet qui entreprennent des expéditions dans l'Est de l'Afrique, notamment à la recherche des sources du Nil.

## Activités des migrants savoyards
Les migrants savoyards pratiquent de nombreuses activités lors de leur installation dans leur terre d'accueil. Toutefois, l'imaginaire collectif garde celui du ramoneur et notamment des enfants pratiquants cette activité.

### Les ramoneurs

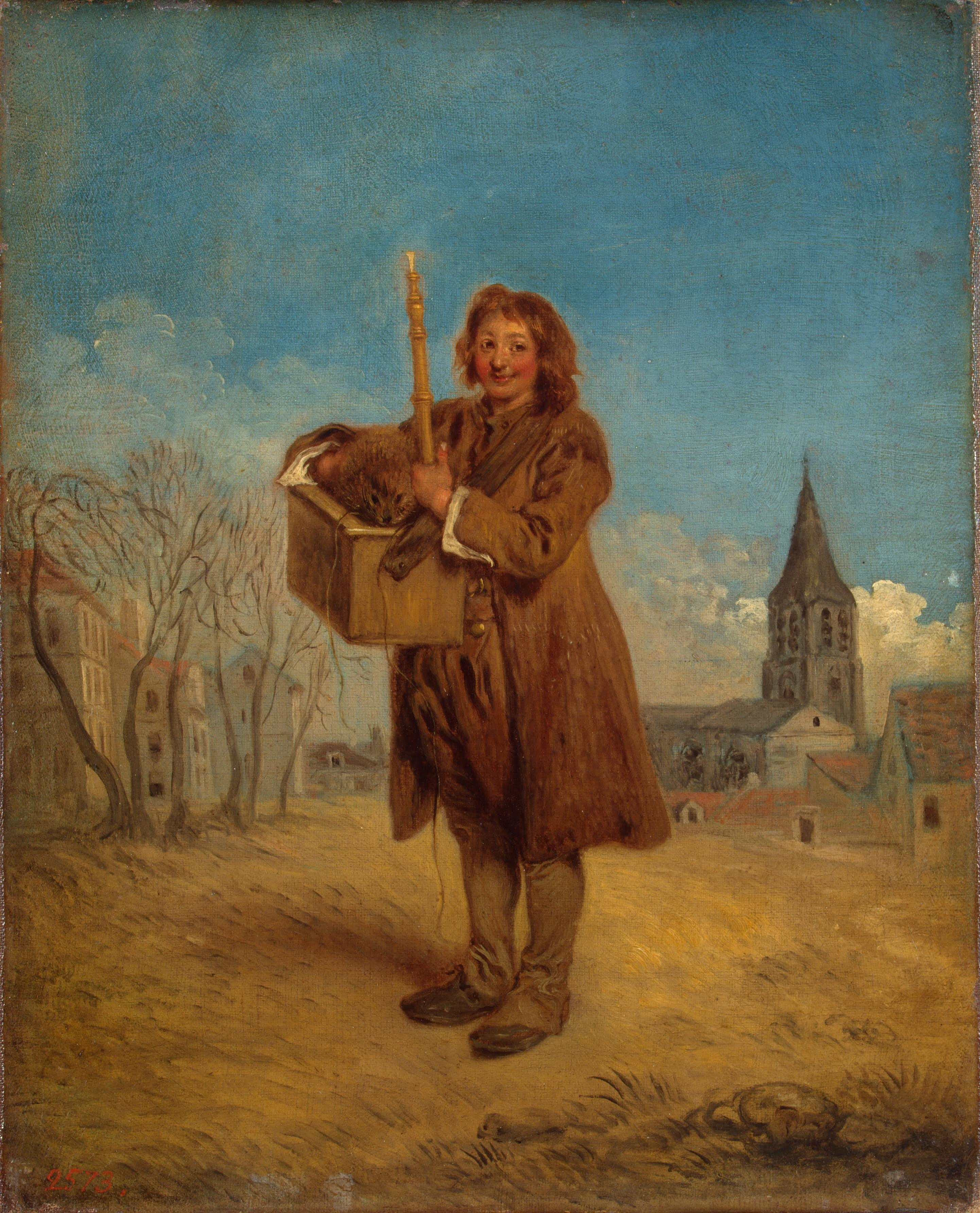
Le Savoyard et la marmotte, toile d'Antoine Watteau, 1716.

Le migrant savoyard reste dans l'imaginaire collectif, tant en France que dans les pays alémaniques, un ramoneur. Toutefois, la réalité historique est tout autre puisque ceux-ci ne représentent qu'un faible pourcentage des migrants. Selon une étude réalisée par l'abbé Louis Rendu, en 1838, sur 22 655 migrants comptabilisés, les ramoneurs ne représentent que 400 individus, soit un peu moins de 2 % des partants,. De plus, il semblerait que la majorité des ramoneurs de Paris soient en réalité originaires d'Auvergne.
Face à l'évolution du bâti, les cheminées d'appartement ou de demeures deviennent plus étroites. Ces cheminées, face aux risques d'incendie et la réglementation, doivent être régulièrement nettoyées. Le recours au travail des enfants devient alors nécessaire. Ces derniers sont recrutés à l'automne en Savoie par un patron. Ce dernier promet généralement de s'occuper des enfants qu'il prend en charge, mais les laisse, une fois en ville, mendier de quoi se nourrir. Les enfants sont régulièrement battus s'ils ne rapportent pas assez à la fin de leur travail. Le recrutement de ces enfants se fait principalement dans la vallée de la Maurienne et dans quelques villages de Tarentaise.
Les auteurs, retranscrivant l'enquête de Mgr Rendu (1845) dans l'ouvrage Mœurs et coutumes de la Savoie du Nord au XIXe siècle, rapportent l'exemple dans les vallées de Thônes avec le témoignage sur les usages de ces « maîtres ramoneurs qui emmenaient avec eux des jeunes enfants », notamment le témoignage du maire de Thônes en 1811, cité notamment par le chanoine et historien local François Pochat-Baron (1860-1951). Ce dernier indique au sous-Préfet que les communes touchées par ce phénomène dans les vallées sont Les Clefs, Manigod et Serraval. Le curé de Serraval, dans les Aravis, indique dans une section dédiée à ces migrations « A peu près cents personnes, hommes, émigrent l'hivers et vont colporter, ramoner en France, dans les provinces où ils se comportent encore assez chrétiennement, d'autres vont à Paris et laissent le Bon Dieu en Savoye ». Ces maîtres ramoneurs « emmènent chaque année environ 80 de ces enfants, dont vingt fournis par chacune des communes des Clefs et de Manigod et quarante par celle de Serraval », à la promesse « de les nourrir, de leur fournir une paire de souliers neufs avec quelques haillons, et enfin de payer aux parents de chacun des enfants une rétribution qui varie de dix, quinze à vingt-cinq francs »,. La migration s'effectue principalement dans les départements « de la Marne, de l'Aisne, et ceux avoisinants »,.
Une fois en ville, ces enfants sont obligés de mendier afin de se nourrir. Ils sont, par ailleurs, régulièrement battus s'ils ne rapportent pas assez à la fin de leur travail.
Ces conditions de travail des enfants font réagir quelques voix, notamment issues du clergé. Le 16 mars 1862, l’abbé C. F. Bugnot, directeur de l'Œuvre diocésaine de Chalon-sur-Saône, rédige une lettre-pétition au Sénat, concernant l'exploitation des petits Savoyards. L'année suivante, il fait publier une brochure intitulée Les petits Savoyards ou l'exploitation de l'enfant par l'homme,. Il n'y eut pas particulièrement d'attention portée à cette thématique à l'issue de cette dénonciation de la part des institutions. Seuls quelques religieux agissent à leur niveau, notamment à Dijon avec l'abbé Joly (dès 1664), à Paris avec l'abbé de Pontbriand (1735) ou encore les œuvres diocésaines.

### Variété de métiers
Les différents auteurs, tout comme Gilbert Maistre, font remarquer la variété des métiers occupés (« 36 métiers ») par les migrants savoyards, et notamment une spécialisation selon les vallées ou provinces d'origine. Au-delà des ramoneurs, ou encore du montreur de marmottes, il existe une diversité de professions exercées, peu qualifiées à plus qualifiées, comme les colporteurs, les rémouleurs, les marchands, les hongreurs, les fermiers, les cochers de fiacre, les enseignants ou encore les collets rouges de l'hôtel Drouot.
Les chiffres avancés, pour l'année 1838 à Paris, sont d'environ « 5000 journaliers, 2000 ouvriers de fabrique, 1000 apprentis ouvriers, 2000 décrotteurs, 1000 crocheteurs, 400 porteurs d’eau [...] 500 cochers de fiacre, 1000 commissionnaires et coursiers, 300 instituteurs et répétiteurs, 100 teneurs de livres et caissiers. »

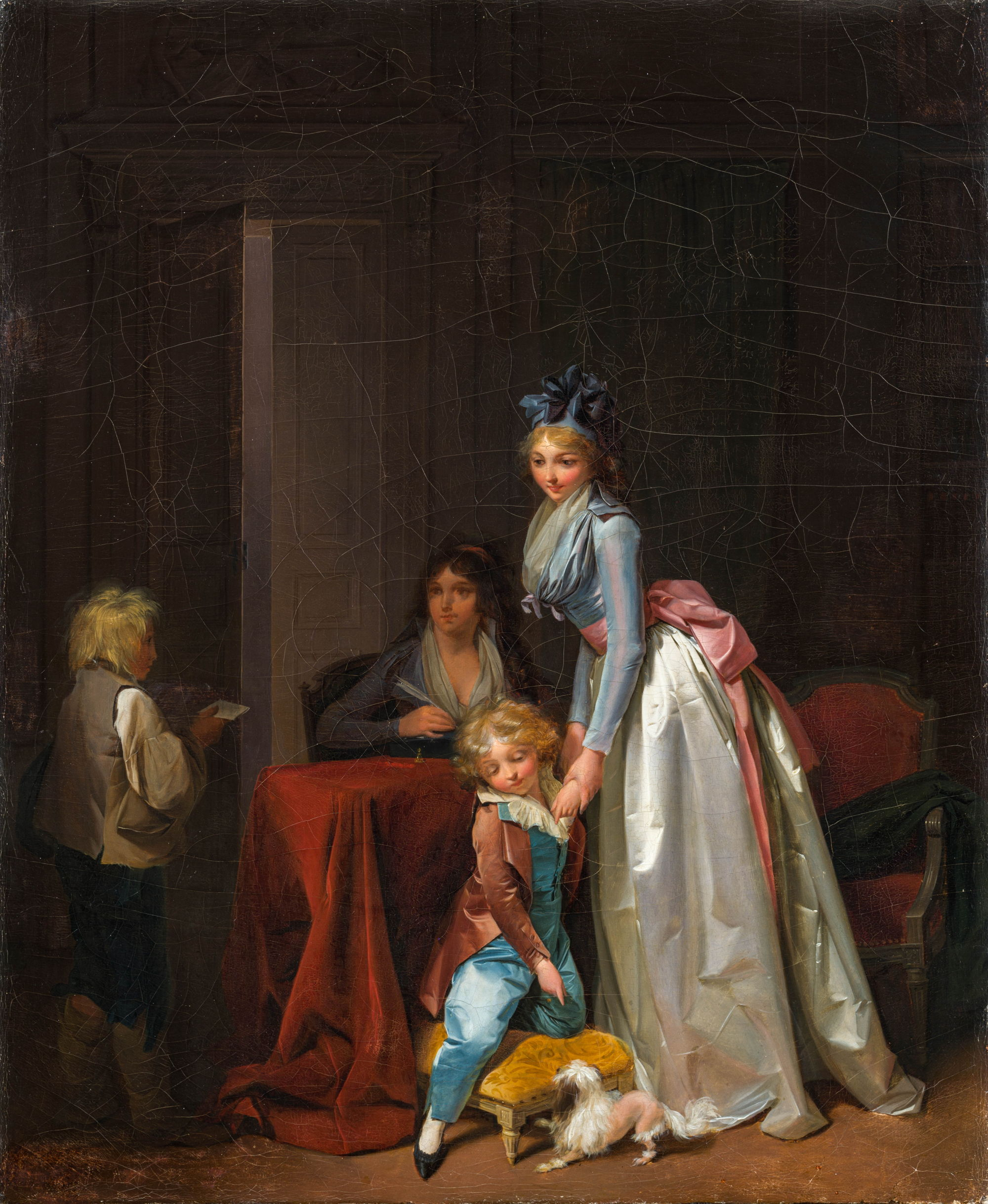
Louis-Léopold Boilly, Le Messager (dit aussi Le Commissionnaire), vers 1793.

Les saisonniers quittent leur village pour effectuer divers travaux, notamment agricoles dans les régions voisines, ou ayant d'autres activités dans les villes.
Parmi les ouvriers saisonniers originaires du Faucigny et plus particulièrement de la vallée du Giffre (Samoëns), les métiers de prédilection sont les travaux de maçonnerie, de la pierre ou encore du bois (charpentier). Cette spécialisation s'observe de la période moyenâgeuse au XIXe siècle. On les retrouve notamment sur les chantiers à édifier les forts sur la frontière est du royaume de France. Les migrants du Haut-Faucigny (Cluses, Magland, Sallanches) se spécialisent dans la chaudronnerie ambulante, l'étamerie, la réparation d'ustensiles de cuisine (Magnin). Leur nombre est estimé au XVIIIe siècle à plus de 300 individus. Afin de travailler en Suisse, un permis devient nécessaire. Les Chamoniards deviennent bergers.
De la région du Chablais, sont issus les rémouleurs (Boëge) ou les aiguiseurs. Les hommes et les enfants effectuent leurs déplacements, vers les régions voisines, durant la saison hivernale. Contrairement à d'autres métiers, les gains restent très modestes. Toutefois, leur migration lointaine les amène à se convertir dans le petit commerce de mercerie. Plus spécifique, les migrants de la commune de La Côte-d'Arbroz deviennent vendeurs de graines de jardin entre le XVIIIe siècle et le XXe siècle. Les marchands s'approvisionnaient dans le val de Loire et vendaient leurs produits en vantant leur résistance du fait d'une origine montagnarde. En 1952, une quarantaine d'habitants pratiquaient encore cette activité.
Les habitants des hautes vallées de la Haute-Savoie ou de Haute-Tarentaise s'engagent comme commissionnaires à Paris, les futurs « cols rouges ». Ils obtiennent en 1860 de l'empereur Napoléon III le monopole savoyard sur l’Union des commissionnaires de l’Hôtel des ventes, créé par des Auvergnats vers 1832. La corporation compte 90 membres en 1891, et passant de 110 de 1920 à 2010.
En Maurienne, les hommes originaires de Montpascal deviennent maîtres d'école.
Les habitants de la commune d'Arith, dans les Bauges, exercent le métier de hongreur et exportent leur savoir faire dans la partie sud de la France,. Parallèlement, ils vendent des horloges comtoises.

## L'entraide savoyarde
Les sociétés de secours mutuels (ou sociétés philanthropiques) savoyardes apparaissent à partir du XIXe siècle. Présentes dans le royaume de Sardaigne, elles se développent plus particulièrement en France à partir de la loi du 15 juillet 1850.

### Société philanthropique savoisienne de Paris
La Société philanthropique savoisienne de Paris est une société de secours mutuel fondée le 11 août 1833, à Paris,. Elle est considérée comme la « doyenne des institutions d'entraide et de patronage de tous les émigrés de la capitale ». Sa devise est « Unité, Bienfaisance ». Elle fut reconnue d' utilité publique en 1896 et obtint une médaille d'or à l'Exposition universelle.
Les conditions de vie sur place étant difficiles, des Savoyards ayant réussi fondent une société d'entraide. Parmi eux, les avocats François Quétand (1804-1866) et Basile Rubin (1793-1866), tous deux originaires de La Roche, le doyen de la Faculté de Droit, Albert-Paul Royer-Collard (1797-1865), l'homme politique radical Émile Chautemps, originaire de Valléry, les médecins Paul Caffe (1803-1876), chef de clinique à l'Hôtel-Dieu, et le médecin Jacques Coster (1795-1868), originaire de Chapeiry, le manufacturier Joseph Agnolet, de Saint-Jean-de-Sixt, le chimiste Darbier, originaire de Moûtiers... Ses présidents sont considérés comme de « véritable consul officieux de la Savoie à Paris ».
Les statuts de l'association indiquent : « L'association savoisienne est essentiellement philanthropique ; elle a pour but de rapprocher les uns des autres les Savoisiens qui sont à Paris, de leur donner l'instruction, d'étendre entre eux leurs relations commerciales, de procurer des emplois et de l'ouvrage à ceux qui n'en ont pas ; de donner des secours en nature ou en argent à ceux qui sont dans le besoin, de les faire soigner dans leurs maladies ; enfin d'établir entre tous un lien de fraternité, afin de s'aider et de se secourir mutuellement ».

### Les sociétés savoyardes dans le monde
- L'Alliance catholique savoisienne, à Paris, fondée notamment par l'avocat et homme politique Jules Challamel (1853-1927)[48]. Ce dernier est également vice-président de la Société philanthropique (1905), puis son président (1908-1910) et conseiller général du canton de Sallanches (1907-1913) ;
- L'Association savoisienne philanthropique (1878), à Lyon[49]

## Les associations de nos jours

### La fédération des Savoyards du monde
La fédération des « Savoyards du monde » (2013) succède à l'Union Mondiale des Associations de Savoyards (1990) et réunit l'ensemble des associations réunissant les Savoyards dans les différentes parties du monde. La fédération organise le premier weekend d'août un grand rassemblement. Lors des célébrations du 85e anniversaire, elle réunit une centaine de ses adhérents à Aillon-le-Jeune, le week-end du 4 août 2018. Elle compte 23 associations domiciliées principalement en Europe, dont 16 en France et 7 à l'étranger (Argentine, Canada, Émirats arabes unis, Qatar, Singapour Uruguay).
L’Union mondiale des Savoyards a été fondée en 1933 par le sénateur Antoine Borrel et le député Louis Martel. Elle devient une fédération en 1990.

### Liste des associations
Le site de la fédération des Savoyards du monde propose une liste des associations adhérentes.
L'association Savoie-Argentine regroupe aujourd'hui les descendants de Savoyards partis s'installer en Argentine.